# Premier League (Äthiopien) 1998/99
Die Premier League 1998/99 war die 53. Saison der höchsten äthiopischen Spielklasse im Fußball. Die Liga wurde in dieser Saison von acht auf zehn Mannschaften erweitert. Meister wurde Saint-George SA, die sich nach dem letzten Gewinn 1996 den Titel zum 16. Mal sichern konnten.

## Teilnehmer
| Mannschaften           | Stadt         |
| ---------------------- | ------------- |
| Awassa Kenema          | Awassa        |
| Dire Dawa Cherka Cherk | Dire Dawa     |
| Dire Dawa Railway FC   | Dire Dawa     |
| EELPA                  | Addis Abeba   |
| Ethiopian Coffee SC    | Addis Abeba   |
| Ethiopian Insurance FC | Addis Abeba   |
| Guna Trading FC        | Mek’ele       |
| Kombelcha Cherka Cherk | Dese/Dessie   |
| Muger Cement           | Wenji Gefersa |
| Saint-George SA        | Addis Abeba   |

## Tabelle
| Pl. | Verein                   | Sp. | S  | U | N  | Tore    | Diff. | Punkte |
| --- | ------------------------ | --- | -- | - | -- | ------- | ----- | ------ |
| 1.  | Saint-George SA (N)      | 18  | 15 | 2 | 1  | 035:100 | +25   | 47     |
| 2.  | Awassa Kenema            | 18  | 12 | 3 | 3  | 030:150 | +15   | 39     |
| 3.  | Ethiopian Coffee SC (P)  | 18  | 9  | 6 | 3  | 027:210 | +6    | 33     |
| 4.  | EELPA (M)                | 18  | 8  | 3 | 7  | 023:230 | ±0    | 27     |
| 5.  | Ethiopian Insurance FC   | 18  | 7  | 3 | 8  | 023:220 | +1    | 24     |
| 6.  | Dire Dawa Cherka Cherk   | 18  | 7  | 3 | 8  | 030:350 | −5    | 24     |
| 7.  | Muger Cement (N)         | 18  | 6  | 2 | 10 | 025:290 | −4    | 20     |
| 8.  | Dire Dawa Railway FC (N) | 18  | 6  | 1 | 11 | 025:300 | −5    | 19     |
| 9.  | Guna Trading FC          | 18  | 3  | 4 | 11 | 015:220 | −7    | 13     |
| 10. | Kombelcha Cherka Cherk   | 18  | 1  | 5 | 12 | 015:410 | −26   | 08     |

| (M) | amtierender äthiopischer Meister |
| (P) | amtierender Pokalsieger          |
| (N) | Neuaufsteiger der letzten Saison |